# 李濟馬
李濟馬（이제마，1837年—1900年），字懋平、子明，號東武，籍貫全州，朝鮮王朝末期的醫學家兼哲學家，著作有《東醫壽世保元》等書。

## 生平
李濟馬出生於朝鮮王朝咸鏡道咸興進士李攀五的家中，他雖然是妾所生，但自幼特別得到其祖父重視，將他視為嫡子看待，但李濟馬自小就罹患了「列缺反胃症」（食道狹窄症）以及「咳逆病」（引起手腳麻痺的多發性神經炎），但是據說李濟馬因此對韓醫學感到興趣。13歲時父親與祖父相繼過世，而飄然離家開始漫無目的的生活，他的足跡不但踏遍朝鮮八道更擴及滿洲（今中國東北）、沿海州（今俄羅斯）等地增廣見聞。30歲時取得韓錫地的著作《明善錄》，自此李濟馬更因為這本著作開啟他從醫的人生。40歲那年「武衛都統使」（朝鮮王朝末期為守護宮廷而設的官廳）金箕錫的推薦下成為「武衛別選軍官」，50歲時擔任鎮海縣監，並在當年發生「乙未事變」的第二年（1896年），協助平定「崔文煥之亂」而受封為「高原郡守」，但是李濟馬卻在第二年（1897年）推掉所有的官職，退出政治生涯，並在咸興附近開設藥房，名為「保元局」替貧困病患看診以及鑽研不足的醫學，直到1900年逝世，享年六十四歲。

## 分類四象醫學
李濟馬在其著作《東醫壽世保元》中將「四象醫學」有系統地分類。四象醫學是出自「太極原理」的醫學用語，李濟馬認為萬物是依據陰陽四象的相對性法則所衍生出的，因此他認為人的臟腑結構也是由陰陽虛實所構成的，李濟馬也利用自己天生的疾病以及從醫治病患的臨床實驗中，了解人的體質、養生、疾病以及情緒等證實四象醫學也與人的臟器官息息相關，並認為可以用臟腑的大小以及強弱分類成「太陽人」、「少陽人」、「太陰人」、「少陰人」等四種不同的類型。

## 相關戲劇及著作
韓國文化廣播（MBC）《太陽人李濟馬，태양인 이제마》（台灣為：《醫道II:神醫李濟馬傳奇》）。